# Baron Hulot d'Ervy
Pour les articles homonymes, voir Hulot.
Le baron Hulot d'Ervy est  un  personnage de La Comédie humaine d'Honoré de Balzac, qui apparaît dans La Cousine Bette.
Né en 1771 à Ervy dans les Vosges (qui comprenaient à l'époque une partie de la Champagne-Ardenne et l'Aube), il a pour véritable nom Hulot. Il rajoute son lieu de naissance Ervy pour se distinguer de son frère, le maréchal Hulot.
Ordonnateur des armées en Alsace, c'est en mettant les trois frères Fischer à la tête d'un bataillon qu'il rencontre en 1806 sa future femme, Adeline Fischer. Il est aussitôt fait baron, attaché à la Garde impériale.
Vaillant organisateur des armées à la bataille de Waterloo, il est cassé par la branche aînée des Bourbons jusqu'en 1830 ; il n'est réintégré qu'à cette même date et devient directeur général du ministère de la Guerre. En 1838, il est conseiller d'État, grand officier de la Légion d'honneur, et il habite rue de l'Université.
À ce moment-là, il tombe dans une vie de débauche qui fait le désespoir de sa femme et de ses enfants, poussé en cela par la venimeuse Élisabeth Fischer, jalouse de sa cousine Adeline et de sa nièce Hortense.
Il se fait ruiner par des lorettes, mais surtout par Valérie Marneffe, qui prétend attendre un enfant de lui et pour laquelle il installe un appartement rue Vaneau.
En 1841, après une vie de débauche qui le laisse ruiné et endetté, il s'enfuit sans laisser d'adresse, et il prend de fausses identités.
En 1844, sa femme le retrouve écrivain public sous le nom de Vyder, anagramme d'Ervy. Il exerce au passage du Soleil (une galerie couverte de Paris qui a porté le nom de galerie de Cherbourg avant d'être détruite). Il revient chez lui, retrouve un poste aux chemins de fer, hérite de Valérie Marneffe, qui a épousé Célestin Crevel en secondes noces.
Mais, débauché impénitent, il fait mourir sa femme de chagrin en 1845, en courtisant la fille de cuisine Agathe Piquetard, qu'il épousera ensuite.
Pour les références, voir :